# P. V. Gopalan
P. V. Gopalan (Painganadu Venkataraman Gopalan; * 1911; † Februar 1998) war ein indischer Beamter, der als Leiter für Hilfsmaßnahmen und Flüchtlinge in der sambischen Regierung arbeitete, insbesondere während der Massenflucht von Südrhodesien (heutiges Simbabwe). Später war er Berater des sambischen Präsidenten. In den 1960er Jahren war er Sekretär der indischen Regierung.
Er war Mitglied des Imperial Secretariat Service und später Beamter des Central Secretariat Service.

## Frühes Leben
Gopalan wurde 1911 in Thulasenthirapuram, einem Dorf im früheren Tanjore Distrikt, Madras Presidency, in Indien als Teil einer tamilisch-brahmanischen Familie geboren.

## Karriere
Während der britischen Herrschaft über Indien trat Gopalan dem Imperial Secretariat Service bei, der sich später zum Central Secretariat Service vereinigte. Er arbeitete als unterer Sekretär im Ministerium für Transport der indischen Regierung. In den 1950ern wurde er als Senior Commercial Officer nach Bombay (heutiges Mumbai) versetzt. Er war für die Rehabilitation von Flüchtlingen aus Ostpakistan zuständig.
Während seiner Karriere arbeitete Gopalan bei Gericht und als Sekretär im Ministerium für Arbeit, Beschäftigung und Rehabilitation der indischen Regierung. Als Delegierter für Hilfsmaßnahmen und Flüchtlinge war er für die sambische Regierung tätig, um den Zustrom von Flüchtlingen aus Südrhodesien (heutiges Simbabwe) zu verwalten. Während dieser Zeit lebte er in Lusaka.

## Persönliches
P. V. Gopalan war mit Rajam Gopalan verheiratet. Das Paar hat vier Kinder: die älteste, ihre Tochter Shyamala, die später einen Doktortitel in Endokrinologie an der University of California, Berkeley erhielt und eine akademische Karriere in der Forschung in den USA und Kanada machte; den Sohn Balachandran, der einen Doktortitel in Wirtschaft und Informatik von der University of Wisconsin-Madison erhielt und eine akademische Karriere in Indien begann; die Tochter Sarala, eine Geburtshelferin, die in der Küstenstadt Chennai in Indien arbeitete; und die jüngste Tochter, Mahalakshmi, eine Informatikerin, die für die Regierung von Ontario, Kanada, arbeitete.
Gopalan ist der Großvater von Shyamalas Töchtern, Maya Harris und der Vize-Präsidentin der Vereinigten Staaten von Amerika, Kamala Harris. Shyamala und ihre Töchter besuchten Gopalan alle paar Jahre. Laut Kamala wurde sie in ihren Ansichten bezüglich Demokratie und der Rechte von Frauen, vor allem das auf Bildung, stark von ihrem Großvater und seiner progressiven Haltung beeinflusst. Später kaufte Gopalan eine Wohnung in Besant Nagar und lebte bis zu seinem Tod in Chennai, Tamil Nadu.

## Weitere Quellen
- Kamala Harris: The Truths We Hold: An American Journey. Random House, 2019, ISBN 978-1-4735-6786-3.